# Międzyszkolny Komitet Solidarności

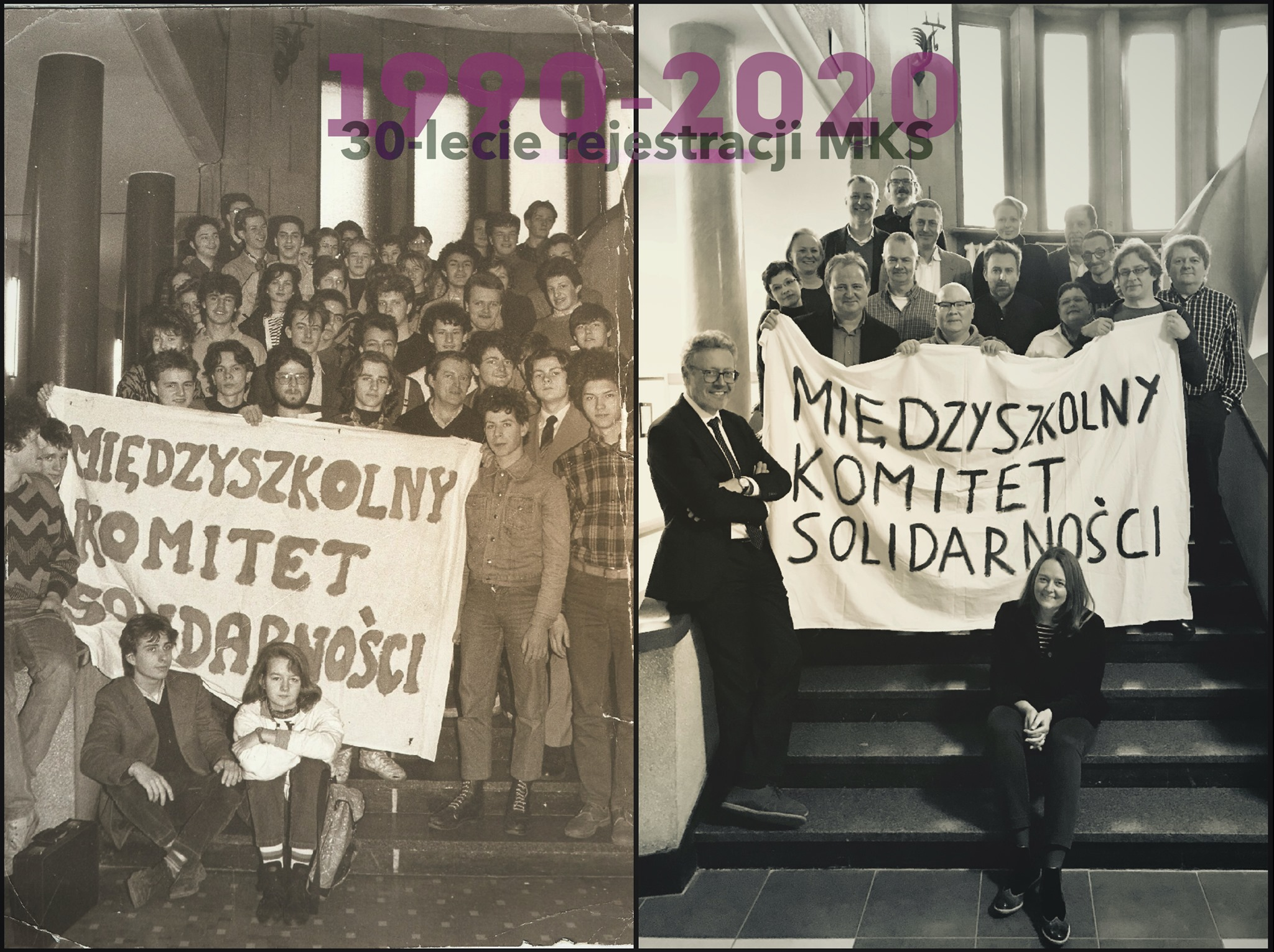
Kolaż dwóch zdjęć z Sądu Wojewódzkiego w Warszawie: z lewej - 23.01.1989 (rejestracja MKS); z prawej - 23.01.2020 (30. rocznica rejestracji MKS)

Międzyszkolny Komitet Solidarności – antykomunistyczna organizacja młodzieży szkolnej z Mazowsza, działająca w konspiracji w latach 1987–1989. Po wyborach czerwcowych w 1989 organizacja funkcjonowała legalnie do 1990. Komitet odegrał aktywną rolę w organizacji kampanii wyborczej Solidarności w 1989. Liczba członków organizacji wynosiła około dwustu osób z Warszawy i innych miejscowości Mazowsza. Celem organizacji było wspieranie samokształcenia oraz kształtowanie postaw obywatelskich wśród jej członków.

## Działalność podziemna 1987–1989
W 1986 Tomasz Roguski – współzałożyciel Federacji Młodzieży Walczącej i redaktor jej najważniejszego czasopisma Nasze wiadomości – zrezygnował z aktywności w warszawskiej FMW. Roguski zaczął przygotowywać się do wydawania niezależnego szkolnego pisma „Wydarzenia”. Pierwszy numer ukazał się 3 listopada 1987. Pismo docierało do kilkunastu szkół warszawskich, a także do Gdańska, Poznania i Wrocławia. „Wydarzenia” opisywały sytuację w środowisku szkolnym i młodzieżowym przede wszystkim Warszawy, ale także większych miast Polski. Nakład stopniowo wzrastał od pięciuset do ponad tysiąca egzemplarzy.

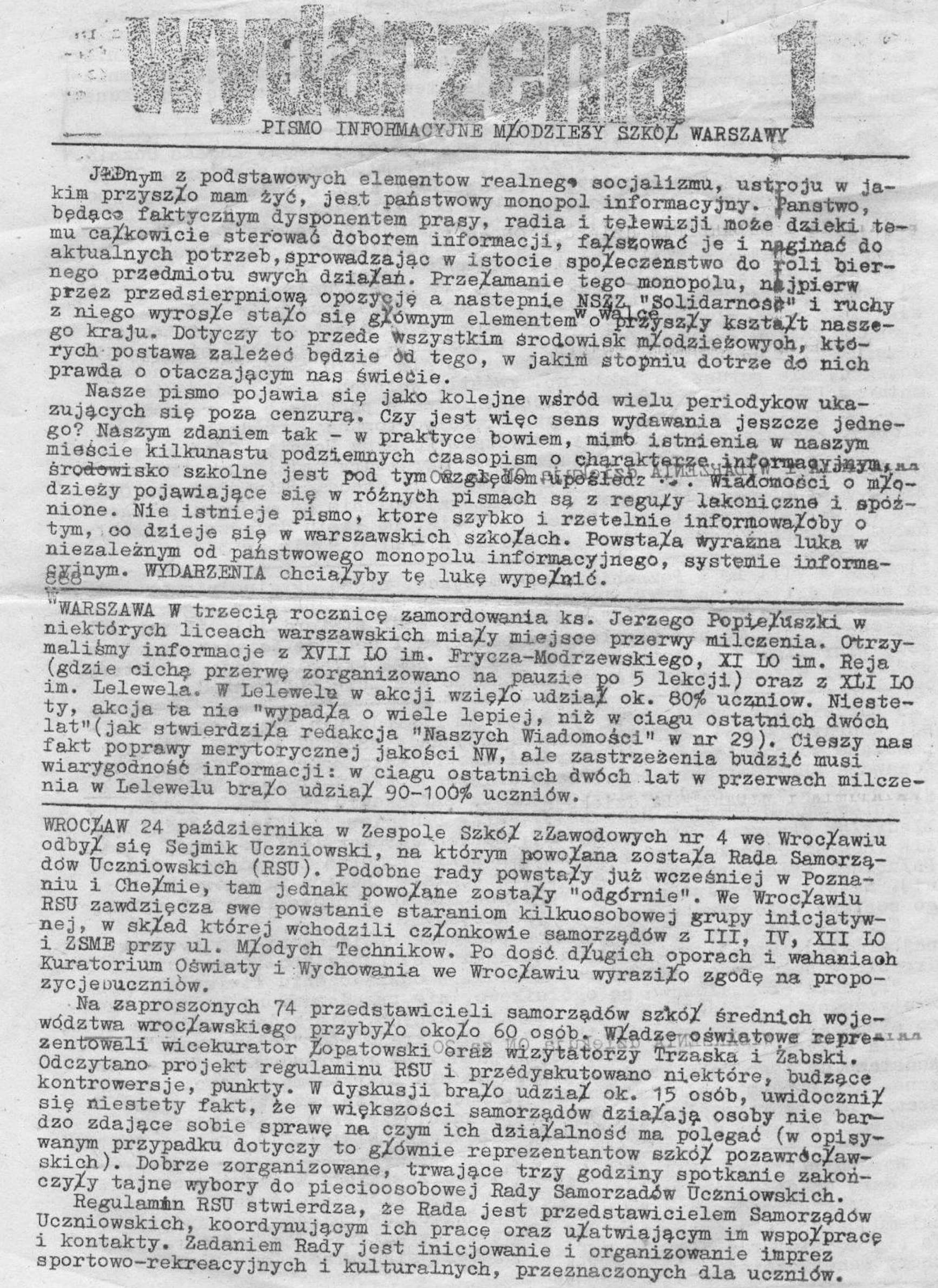
Pierwszy numer pisma "Wydarzenia" wydany 3.11.1987

Tytuł zgromadził grupę licealistów, którzy współredagowali pismo oraz zajmowali się jego kolportażem, co doprowadziło do powstania nowej organizacji młodzieżowej w Warszawie – Międzyszkolnego Komitetu Solidarności (w skrócie: MKS). Redaktorem pierwszych numerów był Tomasz Roguski, a kolportażem zajmowali się licealiści. W 1988 w skład zespołu redakcyjnego weszli m.in. Wojciech Dorosz, Aleksander Jakub Paszyński, Paweł Słomka i Stanisław Trzciński. Pieniądze na działalność wydawniczą MKS były przywożone z Londynu przez Trzcińskiego.
Międzyszkolny Komitet Solidarności został utworzony 8 stycznia 1988 w Warszawie podczas spotkania w mieszkaniu Jakuba Boratyńskiego przy ul. Płatniczej. W spotkaniu uczestniczyli Jakub Boratyński, Maciej Krupa, Tomasz Roguski, Marek Węcowski i Michał Wójcik. W początkowym okresie istnienia MKS istotną rolę odgrywali Krzysztof Płaska i Tomasz Roguski, choć ich zaangażowanie z czasem osłabło. W marcu 1988 Tomasz Roguski wycofał się z działalności w MKS i skupił na pracy edytorskiej, przekazując pozycję lidera Jakubowi Boratyńskiemu. Komitet angażował młodych ludzi, głównie z rodzin inteligenckich, uczniów warszawskich oraz mazowieckich liceów; rodzice niektórych z nich byli działaczami opozycyjnymi. Zgodnie z deklaracjami Komitet miał na celu koordynowanie niezależnych działań uczniowskich, takich jak kolportaż druków bezdebitowych oraz organizowanie kół samokształceniowych i bibliotek.
Podczas styczniowego spotkania przyjęto oświadczenie, stanowiące deklarację ideową, opatrzoną datą 15 stycznia 1988, w którym anonimowi „Przedstawiciele Szkół Warszawy” (w rzeczywistości założyciele MKS) pisali: „Stan ogólnej apatii i zmęczenia społeczeństwa widoczny jest również w szkołach. W większości z nich niezależny ruch oświatowy należy do przeszłości. Spadło zainteresowanie uczniów problemami społecznymi, zmniejszył się zasięg kolportażu. Pozostały niewielkie grupy, starające się prowadzić niezależną działalność”. Zadaniem MKS było połączenie wysiłków środowisk uczniowskich na rzecz pobudzenia apatycznej postawy młodzieży i ożywienia w niej ducha oporu wobec systemu komunistycznego.

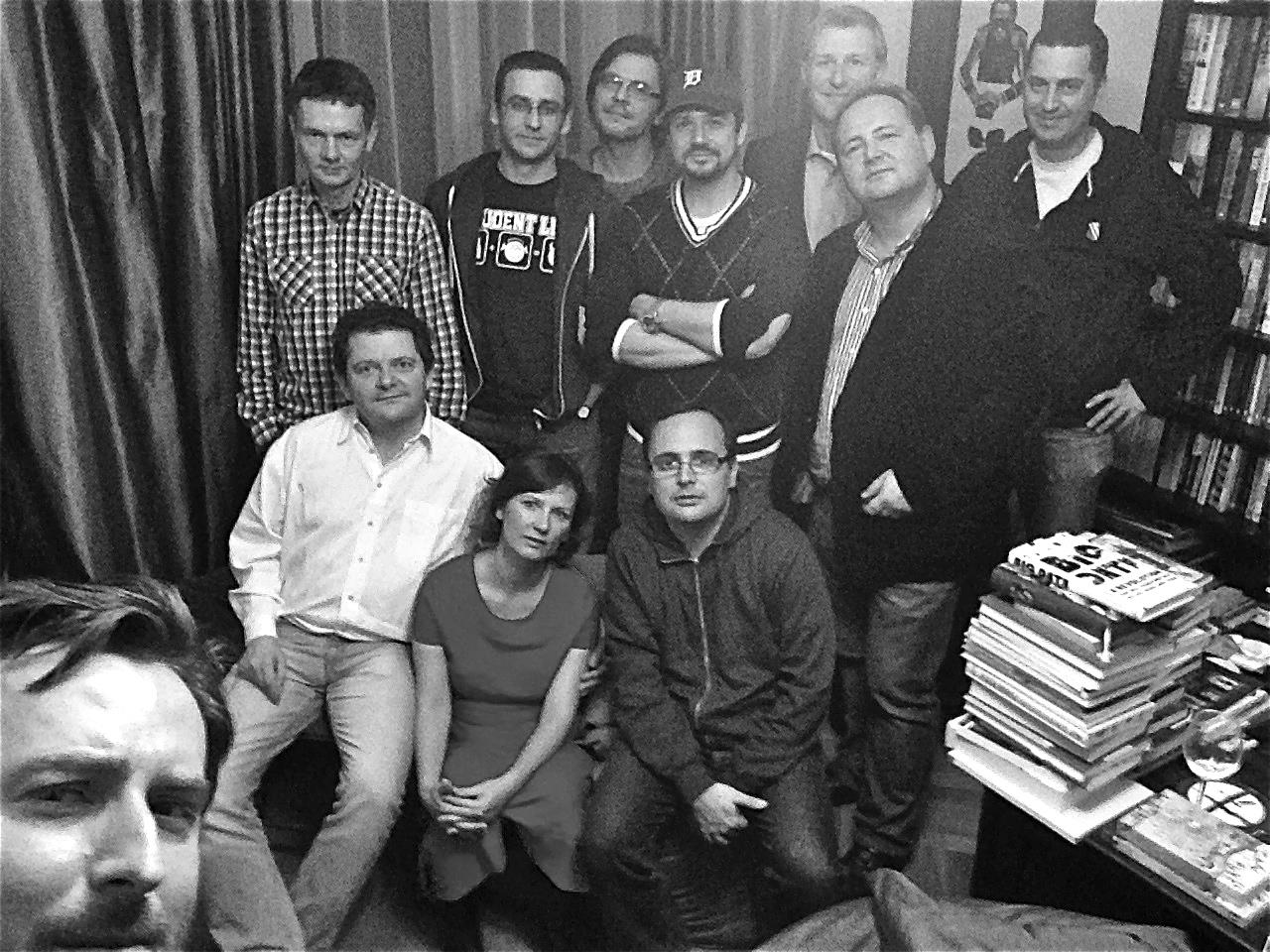
Spotkanie MKS po latach 10.10.2013, od lewej u góry: Olgierd Sawa, Piotr Węcowski, Wojciech Dorosz, Rafał Trzaskowski, Tomasz Kapliński, Aleksander J. Paszyński, Jakub Lutyk, środkowy rząd - od lewej: Tomasz Roguski, Martyna Brodowska, Marcin Palade, na dole - po lewej: Stanisław Trzciński

Liczba członków MKS jest trudna do ustalenia, ale w różnych okresach wynosiła od kilkudziesięciu do ponad dwustu osób, różniących się poziomem aktywności i wtajemniczenia. Najbardziej zaangażowanych było kilkudziesięciu licealistów, biorących udział w spotkaniach, akcjach, wydawnictwach i projektach organizowanych przez MKS; byli to między innymi: Antoni Beksiak, Joanna Bochniarz, Jakub Boratyński, Martyna Brodowska, Jakub Celiński, Belin Czechowicz, Wojciech Dorosz, Mikołaj Dowgielewicz, Tomasz Kapliński, Witold Klembowski, Maciej Krupa, Paweł Kowalewski, Jakub Lutyk, Kaj Małachowski, Marek Menkiszak, Paweł Moskalewicz, Wojciech Ochrymowicz, Krzysztof Olszewski, Zuzanna Orlińska, Marcin Palade, Aleksander Jakub Paszyński, Bogna Pawlisz, Jagna Pawlisz, Konrad Piasecki, Krzysztof Płaska, Cezary Rautszko, Krzysztof Rak, Tomasz Roguski, Olgierd Sawa, Paweł Słomka, Jakub Śpiewak, Maria Mycielska, Rafał Trzaskowski, Stanisław Trzciński, Adam Wajrak, Łukasz Wajs, Tomasz Wasilewski, Marek Węcowski, Piotr Węcowski, Bartosz Węglarczyk, Mariusz Wojda, Michał Wójcik, Jakub Wrzosek. Po wyjściu z konspiracji i formalnej rejestracji, Komitet wydrukował własne deklaracje członkowskie, które podpisało kilkaset osób. W demonstracjach antysystemowych w Warszawie uczestniczyło nieraz stu członków MKS.

W pierwszych miesiącach istnienia Komitet stał się miejscem spotkań i dyskusji uczniów z kilkunastu warszawskich liceów. Mimo lokalnego zasięgu, propagował i animował działalność samokształceniową, próbował organizować samorządy szkolne, kolportował wydawnictwa i druki drugoobiegowe. Aktywnie wspierał dystrybucję podziemnej prasy i książek w warszawskich liceach. Wiosną 1988 zapadła na spotkaniu u Boratyńskiego decyzja o przejmowaniu sejmików samorządów uczniowskich w Warszawie przez członków MKS. Zamysł ten udało się zrealizować, dzięki wykorzystaniu luki w prawie oświatowym PRL.

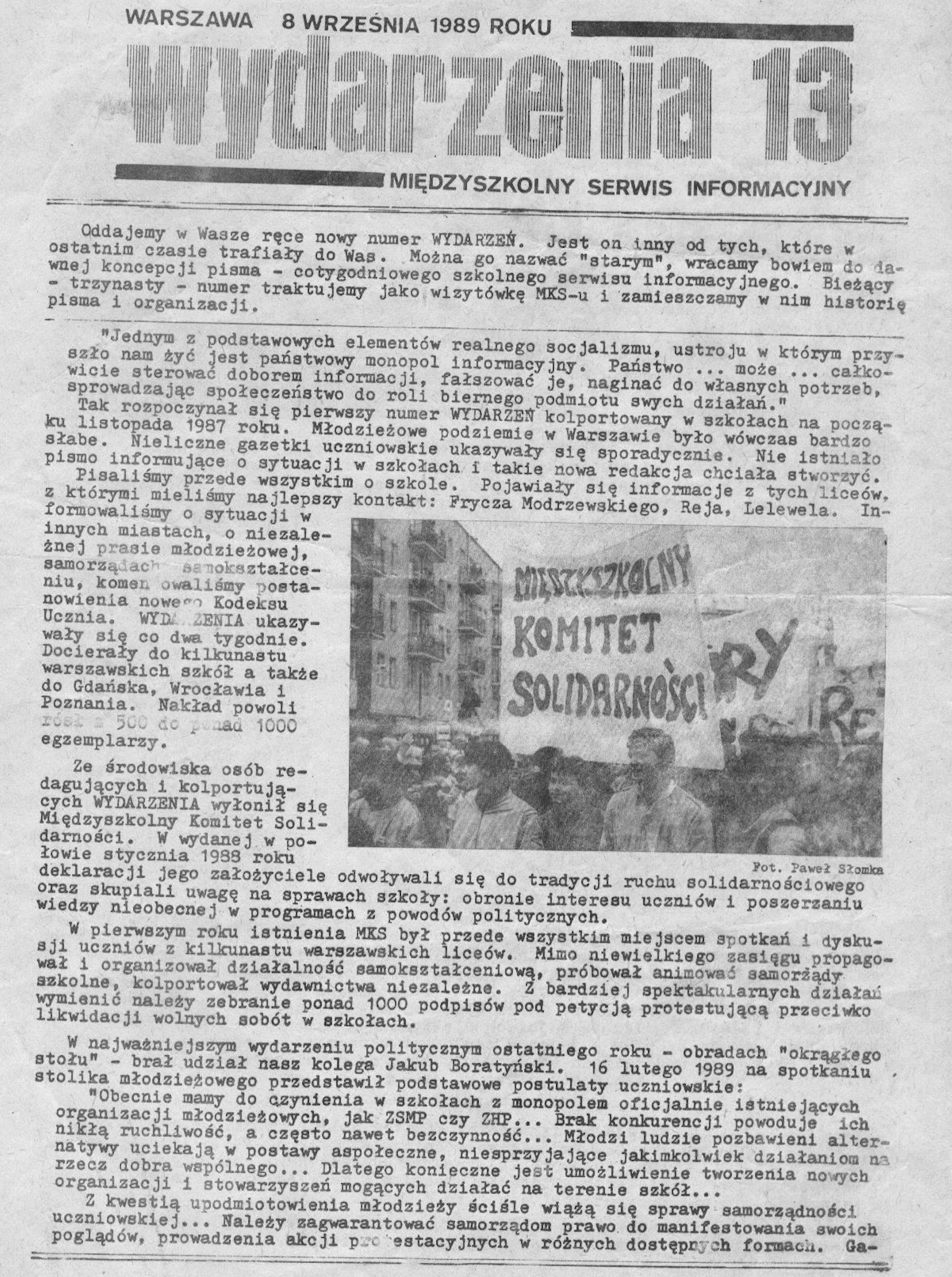
Trzynasty numer pisma "Wydarzenia" wydany 6.09.1989

Wczesną wiosną 1988 doszło do spotkania członków MKS (m.in. Jakuba Boratyńskiego, Macieja Krupy, Aleksandra Jakuba Paszyńskiego i Stanisława Trzcińskiego), podczas którego zapadła decyzja o organizowaniu komórek Komitetu w warszawskich szkołach oraz przygotowaniach do demonstracji 3 maja. Pochodną tej inicjatywy były cykliczne spotkania członków i sympatyków MKS w salce katechetycznej kościoła Najświętszego Zbawiciela. Młodzież wymieniała się informacjami o sytuacji w szkołach i dyskutowała o możliwych działaniach. Każdą placówkę reprezentowała jedna osoba, pełniąca rolę szefa lokalnej komórki MKS w danej szkole. Frekwencja na spotkaniach wynosiła kilkadziesiąt osób.
Ważne miejsce w działalności Komitetu zajmowała przez cały czas niezależna działalność wydawnicza, w tym m.in. kolportaż książek i czasopism przemycanych z Londynu. Oprócz „Wydarzeń” i wychodzącego od 1987 pisma XVII LO im. Andrzeja Frycza Modrzewskiego, „Siedemnastki”, z inspiracji środowiska MKS powstały w warszawskich liceach nowe tytuły, m.in.: „Donosiciel”, „Pikieta” i „Rejak" (wydawali ją Tomasz Kapliński, Jakub Lutyk i Wojciech Dorosz) – w XI LO im. Mikołaja Reja, „Intro” i "Uczeń" – w XXVII LO im. Tadeusza Czackiego (pod redakcją Olgierda Sawy), „Dzień Dobry” i „Piknik” – w LX LO im. Wojciecha Górskiego, "Lolek" z I LO im. Bolesława Limanowskiego, "Bakcyl" XXXVII LO im. Jarosława Dąbrowskiego oraz wspólne pismo uczniów liceum Górskiego i XLI LO im. Joachima Lelewela – „Sto Jeden”.

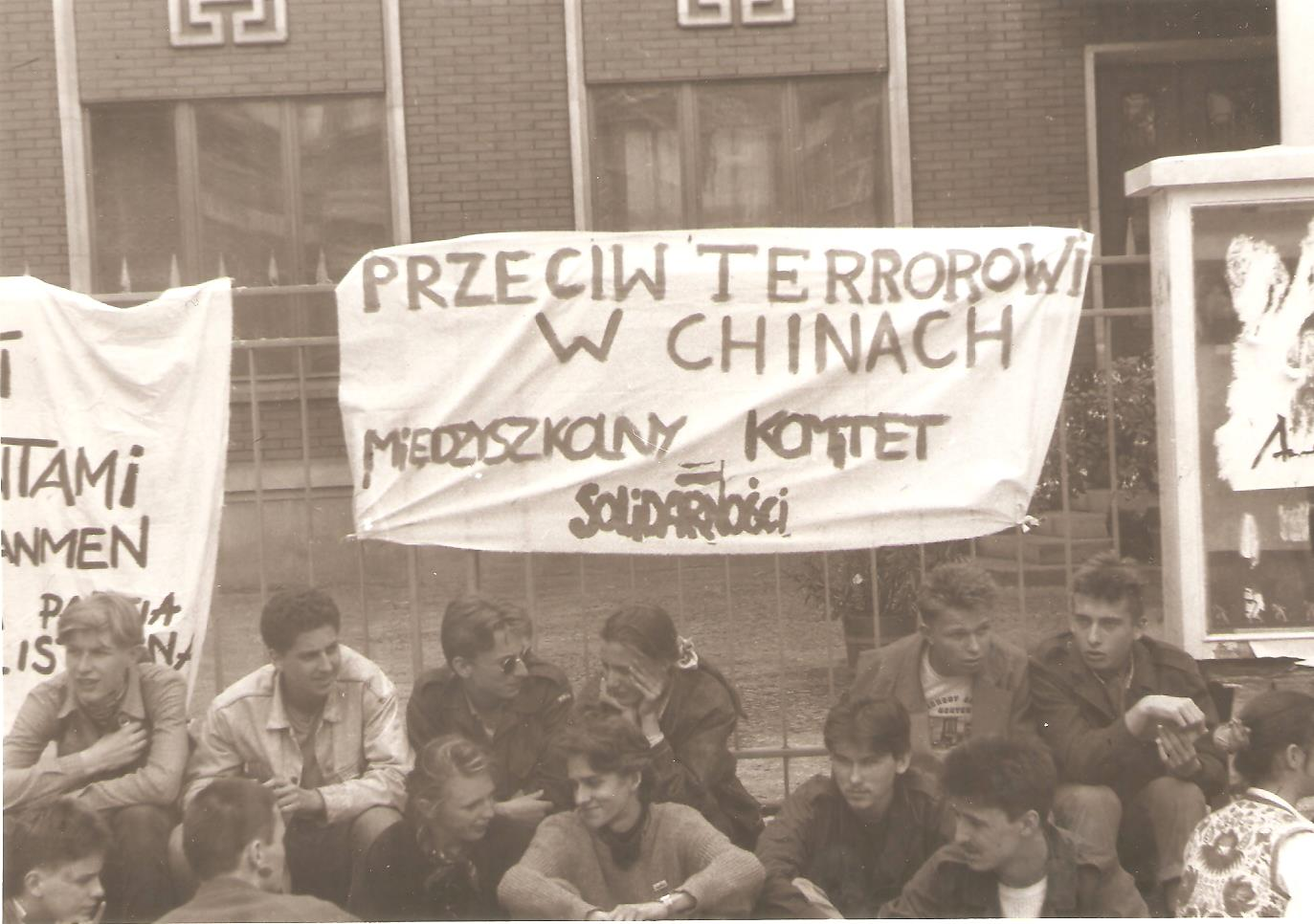
Protest 6.06.1989 pod ambasadą Chin po krwawym stłumieniu demonstracji na placu Tian'anmen w Pekinie 4 czerwca. Na zdjęciu członkowie i sympatycy MKS: u góry - od lewej: Tomasz Kapliński, Jakub Lutyk, Stanisław Trzciński i Natasza Kijowska; u góry - po prawej: Adam Wajrak; na dole - pośrodku: Małgorzata Wende i Piotr Węcowski

Członkowie MKS uczestniczyli indywidualnie w demonstracjach i wydarzeniach antysystemowych, m.in. 3 maja 1988 oraz strajku na Uniwersytecie Warszawskim w maju 1988, wspomagając swoich rówieśników oraz starszych kolegów np. z NZS i Pomarańczowej Alternatywy. Z własnymi transparentami MKS pojawiał się od końca 1988, m.in. 20 kwietnia 1989 na demonstracji „Wolne szkoły, wolne uczelnie”. Później protestował w Warszawie 1, 3 i 14 maja (w rocznicę śmierci Grzegorza Przemyka), w tym samym miesiącu wspierał strajk NZS na UW (23–30 maja), a w czerwcu manifestował przeciwko masakrze na placu Tian’anmen w Chinach. Komitet utrzymywał także kontakt z pozawarszawskimi strukturami młodzieżowymi, m.in. z toruńskim Niezależnym Zrzeszeniem Młodzieży Szkolnej. Działacze Komitetu starali się współpracować z Regionem Mazowsze NSZZ „Solidarność” i NZS (spotykali się m.in. z Piotrem Ciompą i Tomaszem Ziemińskim). Do najbardziej spektakularnych działań Komitetu należało zebranie ponad tysiąca podpisów pod petycją przeciwko likwidacji wolnych sobót w szkołach a także akcją na rzecz zniesienia oceny z zachowania na świadectwie szkolnym i przy rozliczeniach semestralnych.

## Wiosna 1989 i po wyborach czerwcowych

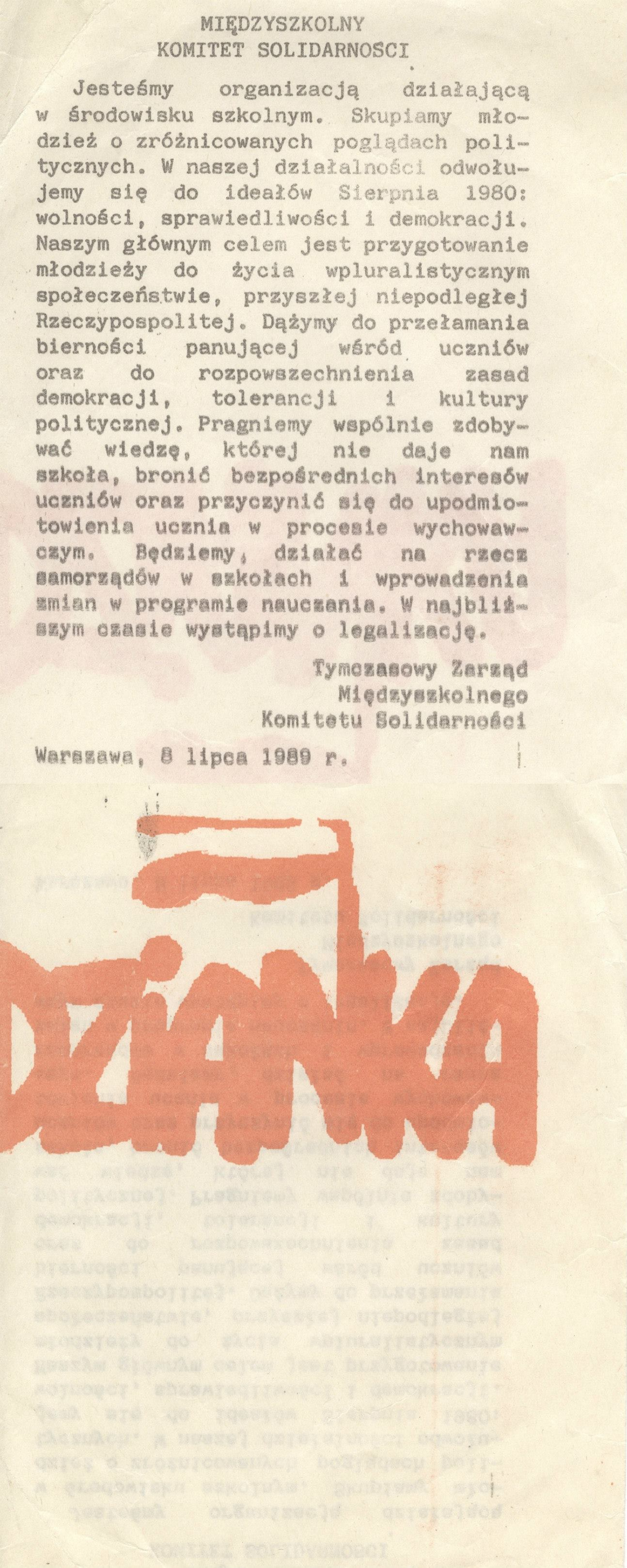
Ulotka MKS z 8 lipca 1989 roku, wydrukowana na materiałach "Niespodzianki" - Warszawskiego Komitetu Obywatelskiego "Solidarność"

Działacze komitetu wydatnie wspierali kampanię wyborczą opozycyjnych kandydatów do sejmu i senatu. Pomagano zarówno w pracach Warszawskiego Komitetu Obywatelskiego (WKO) „Solidarność”, jak i dzielnicowych komitetach wyborczych, a także poza granicami Mazowsza np. w Pułtusku, gdzie grupa 30 działaczy MKS oplakatował w ciągu jednego dnia całe miasto. W akcji informacyjnej WKO 4 czerwca 1989 uczestniczyło około czterystu osób zgłoszonych przez MKS. 
Legalna struktura MKS wykrystalizowała się 9 czerwca 1989, kiedy to Jakub Boratyński i Tomasz Roguski zorganizowali i nadzorowali przebieg wyborów do Tymczasowego Prezydium MKS. Na jego czele stanął po drugiej turze głosowania Piotr Węcowski. Oprócz niego w prezydium znaleźli się: Marcin Palade, Aleksander Jakub Paszyński, Olgierd Sawa, Stanisław Trzciński, Łukasz Wajs i Mariusz Wojda. W okresie „drugiego”, bardziej sformalizowanego MKS, utworzono także – choć w różnym czasie – komisje: gospodarczą, rewizyjną (obiema kierował Aleksander Jakub Paszyński), kontaktów zewnętrznych (za relacje z kuratorium i Ministerstwem Edukacji Narodowej odpowiadał Olgierd Sawa, a ze szkołami, organizacjami Piotr Węcowski), wydawniczą (ze Stanisławem Trzcińskim), kulturalną (z Bogną Pawlisz), samorządową i do spraw samorządów szkolnych (obie z Wojciechem Doroszem), kontaktów zagranicznych (z Rafałem Trzaskowskim) oraz finansową.
Wniosek o rejestrację MKS został złożony 17 grudnia 1989. Sąd Wojewódzki w Warszawie zaakceptował go 23 stycznia 1990 i zdecydował o wpisaniu MKS do sądowego rejestru stowarzyszeń. Tego samego dnia, po wyjściu z sądu, kilkudziesięciu członków i sympatyków MKS postanowiło wsprzeć kolegów z NZS w okupacji budynku Zarządu Głównego ZSMP przy ul. Smolnej. Emkaesowcy zabarykadowali się w pokoju ówczesnego przewodniczącego Związku. Protest dotyczył majątku, w tym także nieruchomości, jaki zgromadziły komunistyczne organizacje młodzieżowe. Po zmroku członkowie MKS zrezygnowali z okupacji obiektu.
Od 23 grudnia 1989 trwała w Warszawie akcja dla Rumunii, zorganizowana przez Komitet Helsiński w Polsce, NZS i MKS. Do 7 stycznia 1990 zebrano w jej ramach około 140 mln zł, 5 tys. dolarów i kilkadziesiąt tysięcy lei; do Rumunii wyjechało kilka wagonów i ciężarówek z darami. Członkowie MKS i NZS podczas świąt Bożego Narodzenia w 1989 pikietowali ambasadę Rumunii w Warszawie.
W latach 1989–1990 członkowie MKS zbierali się na dwytygodniowych, corocznych obozach organizowanych w domu rodziny Janusza Beksiaka i Jana Sawy w Grabówcu pod Pułtuskiem, przez które przewijało się kilkadziesiąt osób ze środowiska MKS. Owocem pierwszego spotkania było opracowanie statutu MKS, uwag do kształtu reformy oświaty po wyborach 4 czerwca 1989 r. oraz strategii rozwoju organizacji. Gośćmi MKS byli m.in. Janusz Beksiak, Andrzej Celiński, Marek Frąckowiak, Włodzimierz Paszyński i Wojciech Giełżyński. Grabówiec stał się także miejscem integracji niezależnej młodzieży Mazowsza.
W połowie 1990 Komitet uległ samorozwiązaniu. Ostatni zarząd Komitetu tworzyli m.in. Olgierd Sawa (przewodniczący), Aleksander Paszyński, Zuzanna Orlińska, Jagna Pawlisz, Wojciech Dorosz, Anna Kaplińska, Mariusz Wojda, Jakub Śpiewak, Martyna Brodowska i Jakub Duszyński.